# Епархия Алькаша
Епархия Алькаша (лат. Eparchia Alquoshensis Chaldaeorum) — епархия Халдейской католической церкви с центром в городе Алькаш, Ирак. Епархия Алькаша входит в архиепархию Багдада. Численность верующих епархии Алькаша составляет около 17.500 человек.

## История
24 октября 1960 года Римский папа Иоанн XXIII издал буллу Splendida Orientalis, которой учредил епархию Алькаша, выделив её из Патриархата Вавилона Халдейского.

## Ординарии епархии
- епископ Abdul-Ahad Sana (20.12.1960 — 6.12.2001);
- епископ Mikha Pola Maqdassi (6.12.2001 — по настоящее время).

## Источник
- Annuario Pontificio, Libreria Editrice Vaticana, Città del Vaticano, 2003, ISBN 88-209-7422-3
- Булла Splendida Orientalis, AAS 53 (1961), стр. 582  (лат.)